# Чакрам
Чакрам (англ. chuckram, также chakram или chuckrum) — серебряная монета, имевшая ранее хождение в туземном княжестве Траванкор на юге Индии.
Есть сведения о том, что чеканились и золотые чакрамы, но ни самих монет, ни их описания не сохранилось. Серебряные чакрамы считаются старейшими серебряными монетами Траванкора: возможно, их чеканили ещё во времена Пандья.
Имели хождение чакрамы (single chuckram) массой 5 7/16 грана, двойные чакрамы (double chuckram) массой 11 6/16 грана и малые чакрамы (small или Chinna chuckram) массой 2 8/16 грана.
Монета номиналом 4 чакрама называлась фанам (fanam) и чеканилась с 1860 года. С 1848 года существовали разменные медные монеты-доли чакрама: 1/16 (каш, kasu, cash), а также непродолжительно имели хождение монеты номиналом 1/8 (double cash) и 1/4 (four-cash coin) чакрама. При этом медные и цинковые монеты каш (kasu, cash) существовали и ранее.
После введения в княжестве рупии в 1889 году, её стоимость была определена в 28 чакрамов (однако согласно словарю Уэбстера 1981 г., чакрам составлял примерно 1/32 рупии).
В 1900 году чеканка серебряных чакрамов и медных разменных монет прекратилась, вместо них вводились в обращение медные монеты номиналом 1, 1/2 и 1/4 чакрама. Была усовершенствована чеканка серебряной монеты номиналом 2 чакрама.
К 1906 году чакрамы оставались в ходу в княжестве Траванкор.